# Petrobras 36
Petrobras 36 (P-36) era la plataforma petrolera semisumergible flotante más grande del mundo antes de su hundimiento el 20 de marzo de 2001. Era propiedad de Petrobras, una compañía petrolera brasileña semipública con sede en Río de Janeiro (Brasil). El coste de la plataforma fue de en torno a 350 millones de dólares.
El barco fue construido en el astillero de Fincantieri en Génova (Italia) en 1995 como una plataforma de perforación. Era propiedad de Società Armamento Navi Appoggio SpA. La plataforma de 33,000 toneladas (36,000 toneladas cortas) fue convertida por Davie Industry, Levis, Canadá, en la plataforma de producción de petróleo más grande del mundo.
La P-36 operaba para Petrobras en el campo petrolífero Roncador, a 130 kilómetros (80 millas) de la costa brasileña, produciendo alrededor de 84,000 barriles (13,400 m³) de crudo por día.
Tras el accidente, la hundida P-36 fue reemplazado por el buque FPSO-Brasil, que está arrendado por SBM Offshore. La FPSO-Brasil comenzó su contrato de arrendamiento con Petrobras en diciembre de 2002. En 2007 entró en funcionamiento la plataforma P-52 (FPSO P-52) construida en Singapur y Brasil.

## Accidente
En las primeras horas del 15 de marzo de 2001, hubo dos explosiones en la columna de estribor de popa alrededor del tanque de drenaje de emergencia. La primera explosión fue causada por un evento de sobrepresión, la segunda por la ignición de vapores de hidrocarburos con fugas. En ese momento había 175 personas en la plataforma; 11 murieron. Después de las explosiones, la plataforma se inclinó 16 °, suficiente para permitir la inundación descendente de las cajas de Fairlead sumergidas y hacer imposible la estabilidad de la nave.
Los equipos de salvamento marítimo intentaron durante el fin de semana salvar la plataforma bombeando nitrógeno y aire comprimido en los tanques para expulsar el agua y volver a nivelar la nave para estabilizarla, pero abandonaron la plataforma después del mal tiempo.
La plataforma se hundió cinco días después de las explosiones (20 de marzo), a 1,200 m (3,940 pies) de profundidad con un estimado de 1,500 toneladas (1,700 toneladas cortas) de petróleo crudo a bordo.